# Ник Фрост
Ник Фрост (енгл. Nick Frost; 28. март 1972) британски је глумац, комичар, сценариста.
Најпознатији је по сарадњи са Сајмоном Пегом и Едгаром Рајтом на филмовима из Корнето трилогије - Шон живих мртваца, Пандури у акцији и Свршетак света.